# Шанель Оберлін
Шанель Оберлін (англ. Chanel Oberlin) — вигаданий персонаж комедійного серіалу жахів Fox «Королеви крику». Персонажа грає актриса Емма Робертс і з'являється в серіалі з пілотного епізоду. Її представляють як багатого та егоцентричного президента жіночого товариства «Каппа Каппа Тау» в Університеті Воллеса, під час першого сезону, де на неї націлився серійний убивця в костюмі червоного диявола. У другому сезоні її зараховує медсестрою декан Кеті Манш до C.U.R.E. Інститут, де знову відбуваються серійні вбивства.

## Опис
Шанель — найпопулярніша і егоїстичніша студентка університету. У неї є кілька подруг-посіпниць (сестер), вона не знає їхніх імен і знати не хоче, тому всіх їх називають Шанель, а розрізняють їх за номерами (Шанель № 2, № 3, № 5). Також вони носять одяг від бренду Chanel. Вона соціопатка і до огидного багата. Все, що їй потрібно, — залишатися найпопулярнішою і найкрасивішою дівчиною в університеті, бути президентом жіночого клубу і мати класного бойфренда. Все це Шанель має. Її бойфренда звуть Чед.

## Рання історія
Шанель Оберлін народилася у звичайній родині. Мати — Геппі Оберлін, старший брат Гарвард і сестра Маффіт. Коли вона вступила до «Каппа Каппа Тау», її попередниця Мелані Доркес принижувала її і не вірила в те, що Шанель стане наступним президентом сестринства. Але після того, як Мелані понівечили, президентом стала саме вона.

## Зовнішність
Шанель Оберлін — модна, струнка та красива дівчина. Її вбрання завжди бездоганні і чудово підібрані, а волосся ідеально укладене. В одязі Шанель переважають пастельні тони, також зустрічаються вінтажні елементи. У Шанель волосся кольором «брудний блонд», темно-рожеві губи та зелені очі. А також темно пофарбовані брови.

## Цікаві факти
За словами Емми Робертс, її героїня — «сучка», і найкращого слова не знайти.
Також Емма Робертс уважає, що Шанель навіть краща, ніж Медісон Монтгомері, її героїня з «Американської історії жаху».
Роль Шанель була написана спеціально для Емми Робертс.